# Hessischer Automobil-Club
Der Hessische Automobil-Club (HAC) e.V. im ADAC ist einer der ältesten Automobilclubs in Deutschland mit Sitz in Darmstadt. Er wurde im Jahr 1909 gegründet.
Seit 1948 gehört er korporativ als Ortsclub dem ADAC an.

Club-Emblem des HAC

## Geschichte
Am Anfang stand die Förderung des Automobilismus im Vordergrund – unterstützt von höchster Seite wie dem Großherzog von Hessen und bei Rhein, der dem Club im Jahr 1922 beitrat. Es wurden Automobil-Rennen veranstaltet, deren Durchführung auf „normalen“ Landstraßen bei laufendem Verkehr aus heutiger sicherheitsbetonter Sicht eher kritisch beurteilt werden muss. Man hat sich im HAC aber von Anfang an auch für mehr Sicherheit im Straßenverkehr eingesetzt, zum Beispiel durch Aufstellung von Verkehrszeichen zur Warnung vor Kurven. Diese Art des frühen Sponsoring mit Nutzung einer Umschrift zur Werbung für den Automobil-Club bzw. für das Automobil an sich war schon vom Kaiserlichen Automobil-Club praktiziert worden und hielt sich in vielen Ländern noch lange als Ergänzung bei Verkehrszeichen.

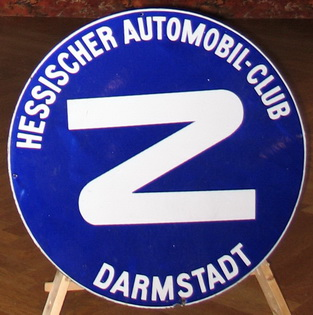
Verkehrszeichen Kurve (etwa 1925)

Die „Verkehrs-Beobachtungsfahrten“, die der HAC zum Beispiel im Jahr 1927 ausrichtete, dienten ausdrücklich der Feststellung, Änderung und Verbesserung der Situation auf den Straßen der Region. Es wurden alle offiziellen Stellen, von Bürgermeistern bis Ministerium des Inneren, Polizei und Justiz, die IHK und der Hessische Verkehrsverband mit einbezogen; heute würde man von einer Mediation sprechen.
1925 wurde vom HAC die Hessische Verkehrswacht ins Leben gerufen, die als Deutsche Verkehrswacht bis heute eine wesentliche Stütze der Verkehrssicherheit ist.
Bis 1934 gehörte der HAC dem Automobilclub von Deutschland (AvD) – früher Kaiserlicher Automobil-Club – als Ortsclub an.
Die Vereinskontinuität war während der nationalsozialistischen Zeit durch die Auflösung und Liquidation des Clubs im Jahr 1934 zum Zwecke der „Gleichschaltung“ unterbrochen. Viele Mitglieder traten damals dem DDAC mit der Ortsgruppe Darmstadt bei, andere dem NSKK.
Am 19. Oktober 1948 wurde beim Amtsgericht Darmstadt die Neugründung des Vereins beurkundet. Man schloss sich nun dem ADAC als Ortsclub an.

## Historische Automobil-Rennen
Schon im Jahr 1913 veranstaltete der HAC die erste „Südwestdeutsche Zuverlässigkeitsfahrt“, die drei Tage dauerte und über die Reichsgrenze bis nach Luxemburg – dort unterstützt vom Automobile-Club Luxembourgeois – führte.
Als eine der ersten motorsportlichen Veranstaltungen nach dem Ersten Weltkrieg wurde 1920 das Opelbahn-Rennen durchgeführt, das auch noch in den Folgejahren bis 1923 stattfand, dann 1925 nochmals unter organisatorischer Führung des HAC und Beteiligung weiterer Automobil-Clubs der Region.
Auftakt zu der historischen Serie von Krähberg-Rennen war eine HAC-Clubtour am 9. Oktober 1921, dem weitere Krähberg-Rennen mit Sternfahrten in den Jahren 1922 bis 1927 folgten.

## Heutiges Club-Programm
Die ursprünglich-naive Freude am Automobil und den damit verbundenen technischen Fortschritten, an denen man als Automobil-Club auch noch mitwirken konnte, wich nach dem Zweiten Weltkrieg mehr und mehr einer eher kritischen und das Verkehrsgeschehen insgesamt berücksichtigenden Betrachtungsweise. Es gab zwar noch vom HAC veranstaltete „Rallyes“ im Sinne von Suchfahrten (z. B. „Fuchsjagden“, „Raketenfahrten“), die aber eher touristische Ereignisse als Sportveranstaltungen waren. Motorsportliche Fahrten mussten schließlich wegen zu hoher behördlicher Auflagen ganz aufgegeben werden. Dafür kamen auch Fahrradfahrten ins Club-Programm. Der Schwerpunkt der Aktivitäten liegt heute – bedingt auch durch die Altersstruktur der Mitglieder – mehr bei der Pflege gesellschaftlicher Kontakte über ein vielfältiges kulturelles Programm.
Beteiligung an Verkehrsforen bei der Stadt Darmstadt und ein eigenes öffentliches „schwarzes Brett“ zur Diskussion von Verkehrsfragen belegen das weiter bestehende verkehrspolitische Engagement des Clubs.

## Präsidenten des HAC
Assessor Emil Zimmer (auch „Benzin-Assessor“ genannt), seit 1922 Vorstand der FAFAG – Fabrik für Kleinwagen – in Darmstadt, (1909–1924); Friedrich Carl Pfeiffer (1925–1926); Erbgraf Alexander zu Erbach-Erbach (1927–1931); Hermann Kahlert (1932); Wilhelm Merck, Industrieller, Mitinhaber der Firma Merck; Heinrich Hahn (1950–1951); Erhard Zapf (1951–1952); Maximilian Kienzle (1952–1955); Emanuel Merck, Mitinhaber der Firma Merck, (1955–1969); Peter Merck, Mitinhaber der Firma Merck, (1969–1979); Heinrich Röder (1979–1998); Manfred Dretzke (seit 1998)